# Nhơn Phong
Nhơn Phong là một xã thuộc thị xã An Nhơn, tỉnh Bình Định, Việt Nam.
Xã Nhơn Phong có diện tích 8,2 km², dân số năm 1999 là 8.675 người, mật độ dân số đạt 1.058 người/km².

## Hành chính
Xã Nhơn Phong được chia thành 7 thôn: Kim Tài, Liêm Định, Liêm Lợi, Tam Hòa, Thanh Danh, Thanh Giang, Trung Lý.